# Uprising (Sanctuary – Génrejtek)
Az Uprising a Sanctuary – Génrejtek című kanadai sci-fi-fantasy televíziós sorozat negyedik évadjának második epizódja.

## Ismertető
A sötétségbe című epizódban Adam Worth pusztításának köszönhetően abnormálisok ezrei öntötték el a Föld felszínét, akik korábban Üregesföldben éltek. A lények és az emberek közötti konfliktus erőre kapott, amikor vezetőjüket, Fallont meggyilkolja valaki. A kitört verekedést követően Kate Freelander eltűnt, Nagyfiút pedig túszul ejtették az abnormálisok. Villanova tábornok emberei az abnormálisok ideiglenes táborába özönlenek, hogy a lázadást leverjék. A katonák alulmaradnak a küzdelemben, kiszorítják őket a tábor területéről, néhányukat pedig a túszok közé vetik. A lázadást vezető Thelo halálával a tömeg vezető nélkül marad. Garris, akivel korábban Kate bizalmasabb viszonyba kerül, Kate-et is a túszok közé vezeti.
Declan MacRae eközben emberivel az üregesföldi Praxis maradványait kutatják át, hogy Helen Magnus vagy John Druitt nyomára akadjanak. Mivel a keresés sikertelen, a Menedék-hálózat vezetői Willt nevezik ki a hálózat élére. Henry a táborba indul, hogy tárgyalni próbáljon az abnormálisokkal. Garris vette kezébe a vezetést, és Henry információi alapján szembesül azzal, hogy korábbi otthonuk és családjuk Praxisban elpusztult, a felszín lehet az egyetlen lehetőségük a túlélésre. Henry meggyőzi Garrist, hogy a katonákat engedjék el, ám őt magát és a Menedék többi tagját továbbra is a táborban tartják.
A tábornok a Föld felszínére áramló abnormális nép ezreinek legyilkolására készül, Will hiába próbálja őt meggyőzni ennek szükségtelenségéről. Óriási erejű tömegpusztító fegyverrel söprik el az abnormálisok több mint felét a chilei kalderában . Will segítséget kér Abbytől, akinek FBI-os kapcsolatait felhasználva be kéne jutnia Villanova tábornok számítógépes rendszerébe, hogy további terveit kifürkészhessék. A következő célpont az indonézi kaldera, illetve távolabbi cél az életben maradt abnormális lények hadba fogása.
A táborban a feldühödött abnormálisok Henryre, Kate-re és Nagyfiúra támadnak, Garrisnek sikerült leállítani a verekedést, majd el is engedik a túszokat. Nagyfiú körbeszimatol a táborban, de sehol sem találja Fallon holttestét, azonban megtalálja az esetleges gyilkos fegyvert, méghozzá Garris sátrában. Fallon maga is Garris sátrában bujkál. Adam Worthszel kötött megállapodásuk arról szólt, hogy a Praxis elpusztulásával felszabaduló energia megnyissa az utat a föld alól az abnormálisok számára. Garrist megdöbbenti, hogy Fallont egyáltalán nem érdekli, hogy népük jelentős része már áldozattá vált.
A táborból Henrynek sikerül betörnie a katonai számítógépbe, amivel kissé késleltetni tudja a következő támadást, hogy időt nyerjenek. Közben valaki Henry gépébe próbál bejutni, a nyom pedig visszavezet a Menedékbe. Helen Magnus az, aki – 113 évvel a Tempus eseményei után visszatérve – a Menedék egy szobájából figyeli az eseményeket. Észreveszi, hogy a Föld különböző részein özönlő lények azonos formában, azonos irányban és ütemben haladnak, mintha valaki irányítaná őket. A hadsereg következő támadása az indonéz területeken haladó lények ellen egy olyan felszín alatti szeizmikus láncreakciót indítana be, amely szabad utat nyitna az abnormálisok teljes seregének a felszínre. A fenyegetés és Magnus visszatértének hatására a katonai támadást leállítják, és a Menedék végre visszakapja az irányítást a békés megoldás kidolgozására. Az abnormálisok jelentős része visszatér Üregesföldbe, hogy újraépítsék otthonukat. Kate Garrisszel tart, a Menedék feladatköre pedig kibővül a felszínen maradt lények felkutatásával.

## Fogadtatás
A TV by the Numbers adatai szerint az évad második részére jóval kevesebben voltak kíváncsiak (1,32 millió), mint az évadnyitó epizódra.